# フラッシュフォワード (物語)
フラッシュフォワード（flashforward、flash-forward）は、文学、映画などで用いられる物語技法で、未来のことについて語る。prolepsis（先説法、予期的叙述法）とも呼ばれる。将来起こることが予想される出来事を表すために使用される場合が多い。過去について語るフラッシュバック（後説法、回想シーン）の反対で、ポストモダン文学で使われることが多い。類似のものに伏線やアーネスト・ヘミングウェイがつかった省略法（Ellipsis）がある。

## 文学
フラッシュフォワードを用いた有名な作品にミュリエル・スパークの『ミス・ブロウディの青春』がある。
ポストモダン以前では、チャールズ・ディケンズの『クリスマス・キャロル』で、主人公スクルージの死後の未来が語られる。スクルージはそれを知って行動を改め、未来を変えることができた。

## 映画
フラッシュフォワードを用いた有名な作品に『ひとりぼっちの青春』がある。
『メッセージ』ではフラッシュバックのように見せかけて未来のことを語っている。